# Ivan Regen
Ivan (ou Janez) Regen, também conhecido como Johann Regen (Lajše, 9 de dezembro de 1868 – Viena, 27 de julho de 1947) foi um biólogo esloveno, mais conhecido pelos seus estudos no campo da bioacústica.

## Biografia
Regen nasceu na aldeia de Lajše em Trata (hoje parte de Gorenja Vas, Eslovénia) e logo em criança se interessou por sons de insetos. Como a sua família não possuía os meios suficientes para pagar os seus estudos, Regen começou por estudar no seminário local, para o qual recebeu uma bolsa de estudos. Aos poucos, conseguiu economizar fundos suficientes para pagar as mensalidades em Viena, onde estudou história natural na Universidade de Viena sob a orientação de Grobben, Exner e Claus. Recebeu o seu doutoramento em 1897 e começou a trabalhar como professor de ginásio, primeiro em Viena e depois em Hranice (Morávia). Por fim, foi transferido de volta para um ginásio em Viena após uma recomendação de Exner, trabalhando lá até a sua aposentadoria em 1918.
Entretanto, Regen iniciou as suas pesquisas em fisiologia animal, sendo um dos primeiros cientistas eslovenos a trabalhar no exterior após a Primeira Guerra Mundial. Com observações cuidadosas da estridulação de tetigoniídeos e grilos, provou que os insetos respondem a estímulos acústicos de outros indivíduos e foi ainda capaz de provocar respostas a estímulos artificiais usando um altifalante. Mais tarde, demonstrou que a audição do inseto depende do órgão timpânico intacto, o que foi a primeira descrição da função desse órgão. Pelas suas contribuições, é considerado o fundador da bioacústica moderna. Para além disso, também estudou outros fenómenos fisiológicos em insetos, como respiração, hibernação, desenvolvimento de pigmento sob diferentes condições e ecdise.
O maior projeto de Regen foi o chamado "laboratório geobiológico", um grande terrário no qual estudou a fonotaxia em larga escala. Usando até 1 600 fêmeas com órgãos auditivos intactos ou danificados, ele foi capaz de avaliar estatisticamente o seu comportamento.
Desde 1911 que era um pesquisador privado, mantendo, no entanto, contato com a Eslovéênia, apoiando várias sociedades e instituições culturais locais e estabelecendo a terminologia eslovena para os campos em que trabalhou. Em 1921, recusou o convite para se tornar professor na Universidade de Ljubljana. Em 1940, tornou-se membro associado da Academia Eslovena de Ciências e Artes e também membro honorário da sociedade eslovena de história natural.